# Llista d'asteroides/701–800
| Nom               | Data de descobriment    | Lloc de descobriment                        | Descobridor(s) |
| ----------------- | ----------------------- | ------------------------------------------- | -------------- |
| (701) Oriola      | 12 de juliol del 1910   | Heidelberg, Alemanya                        | J. Helffrich   |
| (702) Alauda      | 16 de juliol del 1910   | Heidelberg, Alemanya                        | J. Helffrich   |
| (703) Noëmi       | 3 d'octubre del 1910    | Viena, Àustria                              | J. Palisa      |
| (704) Interàmnia  | 2 d'octubre del 1910    | Teramo, Itàlia                              | V. Cerulli     |
| (705) Erminia     | 6 d'octubre del 1910    | Heidelberg, Alemanya                        | E. Ernst       |
| (706) Hirundo     | 9 d'octubre del 1910    | Heidelberg, Alemanya                        | J. Helffrich   |
| (707) Steïna      | 22 de desembre del 1910 | Heidelberg, Alemanya                        | M. F. Wolf     |
| (708) Raphaela    | 3 de febrer del 1911    | Heidelberg, Alemanya                        | J. Helffrich   |
| (709) Fringilla   | 3 de febrer del 1911    | Heidelberg, Alemanya                        | J. Helffrich   |
| (710) Gertrud     | 28 de febrer del 1911   | Viena, Àustria                              | J. Palisa      |
| (711) Marmulla    | 1 de març del 1911      | Viena, Àustria                              | J. Palisa      |
| (712) Boliviana   | 19 de març del 1911     | Heidelberg, Alemanya                        | M. F. Wolf     |
| (713) Luscinia    | 18 d'abril del 1911     | Heidelberg, Alemanya                        | J. Helffrich   |
| (714) Ulula       | 18 de maig del 1911     | Heidelberg, Alemanya                        | J. Helffrich   |
| (715) Transvaalia | 22 d'abril del 1911     | Union Observatory, Johannesburg, Sud-àfrica | H. E. Wood     |
| (716) Berkeley    | 30 de juliol del 1911   | Viena, Àustria                              | J. Palisa      |
| (717) Wisibada    | 26 d'agost del 1911     | Heidelberg, Alemanya                        | F. Kaiser      |
| (718) Erida       | 29 de setembre del 1911 | Viena, Àustria                              | J. Palisa      |
| (719) Albert      | 3 d'octubre del 1911    | Viena, Àustria                              | J. Palisa      |
| (720) Bohlinia    | 18 d'octubre del 1911   | Heidelberg, Alemanya                        | F. Kaiser      |
| (721) Tabora      | 18 d'octubre del 1911   | Heidelberg, Alemanya                        | F. Kaiser      |
| (722) Frieda      | 18 d'octubre del 1911   | Viena, Àustria                              | J. Palisa      |
| (723) Hammonia    | 21 d'octubre del 1911   | Viena, Àustria                              | J. Palisa      |
| (724) Hapag       | 21 d'octubre del 1911   | Viena, Àustria                              | J. Palisa      |
| (725) Amanda      | 21 d'octubre del 1911   | Viena, Àustria                              | J. Palisa      |
| (726) Joëlla      | 22 de novembre del 1911 | Winchester (Massachusetts)                  | J. H. Metcalf  |
| (727) Nipponia    | 11 de febrer del 1912   | Heidelberg, Alemanya                        | A. Massinger   |
| (728) Leonisis    | 16 de febrer del 1912   | Viena, Àustria                              | J. Palisa      |
| (729) Watsonia    | 9 de febrer del 1912    | Winchester (Massachusetts)                  | J. H. Metcalf  |
| (730) Athanasia   | 10 d'abril del 1912     | Viena, Àustria                              | J. Palisa      |
| (731) Sorga       | 15 d'abril del 1912     | Heidelberg, Alemanya                        | A. Massinger   |
| (732) Tjilaki     | 15 d'abril del 1912     | Heidelberg, Alemanya                        | A. Massinger   |
| (733) Mocia       | 16 de setembre del 1912 | Heidelberg, Alemanya                        | M. F. Wolf     |
| (734) Benda       | 11 d'octubre del 1912   | Viena, Àustria                              | J. Palisa      |
| (735) Marghanna   | 9 de desembre del 1912  | Heidelberg, Alemanya                        | H. Vogt        |
| (736) Harvard     | 16 de novembre del 1912 | Winchester (Massachusetts)                  | J. H. Metcalf  |
| (737) Arequipa    | 7 de desembre del 1912  | Winchester, Massachusetts                   | J. H. Metcalf  |
| (738) Alagasta    | 7 de gener del 1913     | Heidelberg, Alemanya                        | F. Kaiser      |
| (739) Mandeville  | 7 de febrer del 1913    | Winchester (Massachusetts)                  | J. H. Metcalf  |
| (740) Cantabia    | 10 de febrer del 1913   | Winchester, Massachusetts                   | J. H. Metcalf  |
| (741) Botolphia   | 10 de febrer del 1913   | Winchester, Massachusetts                   | J. H. Metcalf  |
| (742) Edisona     | 23 de febrer del 1913   | Heidelberg, Alemanya                        | F. Kaiser      |
| (743) Eugenisis   | 25 de febrer del 1913   | Heidelberg, Alemanya                        | F. Kaiser      |
| (744) Aguntina    | 26 de febrer del 1913   | Viena, Àustria                              | J. Rheden      |
| (745) Mauritia    | 1 de març del 1913      | Heidelberg, Alemanya                        | F. Kaiser      |
| (746) Marlu       | 1 de març del 1913      | Heidelberg, Alemanya                        | F. Kaiser      |
| (747) Winchester  | 7 de març del 1913      | Winchester (Massachusetts)                  | J. H. Metcalf  |
| (748) Simeïsa     | 14 de març del 1913     | Observatori Simeiz, Crimea                  | G. N. Neujmin  |
| (749) Malzovia    | 5 d'abril del 1913      | Observatori Simeiz, Crimea                  | S. Beljavskij  |
| (750) Oskar       | 28 d'abril del 1913     | Viena, Àustria                              | J. Palisa      |
| (751) Faïna       | 28 d'abril del 1913     | Observatori Simeiz, Crimea                  | G. N. Neujmin  |
| (752) Sulamitis   | 30 d'abril del 1913     | Observatori Simeiz, Crimea                  | G. N. Neujmin  |
| (753) Tiflis      | 30 d'abril del 1913     | Observatori Simeiz, Crimea                  | G. N. Neujmin  |
| (754) Malabar     | 22 d'agost del 1906     | Heidelberg, Alemanya                        | A. Kopff       |
| (755) Quintilla   | 6 d'abril del 1908      | Taunton, Massachusetts                      | J. H. Metcalf  |
| (756) Lilliana    | 26 d'abril del 1908     | Taunton, Massachusetts                      | J. H. Metcalf  |
| (757) Portlandia  | 30 de setembre del 1908 | Taunton, Massachusetts                      | J. H. Metcalf  |
| (758) Mancunia    | 18 de maig del 1912     | Union Observatory, Johannesburg, Sud-àfrica | H. E. Wood     |
| (759) Vinifera    | 26 d'agost del 1913     | Heidelberg, Alemanya                        | F. Kaiser      |
| (760) Massinga    | 28 d'agost del 1913     | Heidelberg, Alemanya                        | F. Kaiser      |
| (761) Brendelia   | 8 de setembre del 1913  | Heidelberg, Alemanya                        | F. Kaiser      |
| (762) Pulcova     | 3 de setembre del 1913  | Observatori Simeiz, Crimea                  | G. N. Neujmin  |
| (763) Cupido      | 25 de setembre del 1913 | Heidelberg, Alemanya                        | F. Kaiser      |
| (764) Gedania     | 26 de setembre del 1913 | Heidelberg, Alemanya                        | F. Kaiser      |
| (765) Mattiaca    | 26 de setembre del 1913 | Heidelberg, Alemanya                        | F. Kaiser      |
| (766) Moguntia    | 29 de setembre del 1913 | Heidelberg, Alemanya                        | F. Kaiser      |
| (767) Bondia      | 23 de setembre del 1913 | Winchester (Massachusetts)                  | J. H. Metcalf  |
| (768) Struveana   | 4 d'octubre del 1913    | Observatori Simeiz, Crimea                  | G. N. Neujmin  |
| (769) Tatjana     | 6 d'octubre del 1913    | Observatori Simeiz, Crimea                  | G. N. Neujmin  |
| (770) Bali        | 31 d'octubre del 1913   | Heidelberg, Alemanya                        | A. Massinger   |
| (771) Libera      | 21 de novembre del 1913 | Viena, Àustria                              | J. Rheden      |
| (772) Tanete      | 19 de desembre del 1913 | Heidelberg, Alemanya                        | A. Massinger   |
| (773) Irmintraud  | 22 de desembre del 1913 | Heidelberg, Alemanya                        | F. Kaiser      |
| (774) Armor       | 19 de desembre del 1913 | París, França                               | C. le Morvan   |
| (775) Lumière     | 6 de gener del 1914     | Niça, França                                | J. Lagrula     |
| (776) Berbericia  | 24 de gener del 1914    | Heidelberg, Alemanya                        | A. Massinger   |
| (777) Gutemberga  | 24 de gener del 1914    | Heidelberg, Alemanya                        | F. Kaiser      |
| (778) Theobalda   | 25 de gener del 1914    | Heidelberg, Alemanya                        | F. Kaiser      |
| (779) Nina        | 25 de gener del 1914    | Observatori Simeiz, Crimea                  | G. N. Neujmin  |
| (780) Armenia     | 25 de gener del 1914    | Observatori Simeiz, Crimea                  | G. N. Neujmin  |
| (781) Kartvelia   | 25 de gener del 1914    | Observatori Simeiz, Crimea                  | G. N. Neujmin  |
| (782) Montefiore  | 18 de març del 1914     | Viena, Àustria                              | J. Palisa      |
| (783) Nora        | 18 de març del 1914     | Viena, Àustria                              | J. Palisa      |
| (784) Pickeringia | 20 de març del 1914     | Winchester (Massachusetts)                  | J. H. Metcalf  |
| (785) Zwetana     | 30 de març del 1914     | Heidelberg, Alemanya                        | A. Massinger   |
| (786) Bredichina  | 20 d'abril del 1914     | Heidelberg, Alemanya                        | F. Kaiser      |
| (787) Moskva      | 20 d'abril del 1914     | Observatori Simeiz, Crimea                  | G. N. Neujmin  |
| (788) Hohensteina | 28 d'abril del 1914     | Heidelberg, Alemanya                        | F. Kaiser      |
| (789) Lena        | 24 de juny del 1914     | Observatori Simeiz, Crimea                  | G. N. Neujmin  |
| (790) Pretoria    | 16 de gener del 1912    | Johannesburg, Sud-àfrica                    | H. E. Wood     |
| (791) Ani         | 29 de juny del 1914     | Observatori Simeiz, Crimea                  | G. N. Neujmin  |
| (792) Metcalfia   | 20 de març del 1907     | Taunton, Massachusetts                      | J. H. Metcalf  |
| (793) Arizona     | 9 d'abril del 1907      | Flagstaff, Arizona                          | P. Lowell      |
| (794) Irenaea     | 27 d'agost del 1914     | Viena, Àustria                              | J. Palisa      |
| (795) Fini        | 26 de setembre del 1914 | Viena, Àustria                              | J. Palisa      |
| (796 Sarita       | 15 d'octubre del 1914   | Heidelberg, Alemanya                        | K. Reinmuth    |
| (797) Montana     | 17 de novembre del 1914 | Bergedorf, Alemanya                         | H. Thiele      |
| (798) Ruth        | 21 de novembre del 1914 | Heidelberg, Alemanya                        | M. F. Wolf     |
| (799) Gudula      | 9 de març del 1915      | Heidelberg, Alemanya                        | K. Reinmuth    |
| 800) Kressmannia  | 20 de març del 1915     | Heidelberg, Alemanya                        | M. F. Wolf     |